# Peter Hess (Politiker)

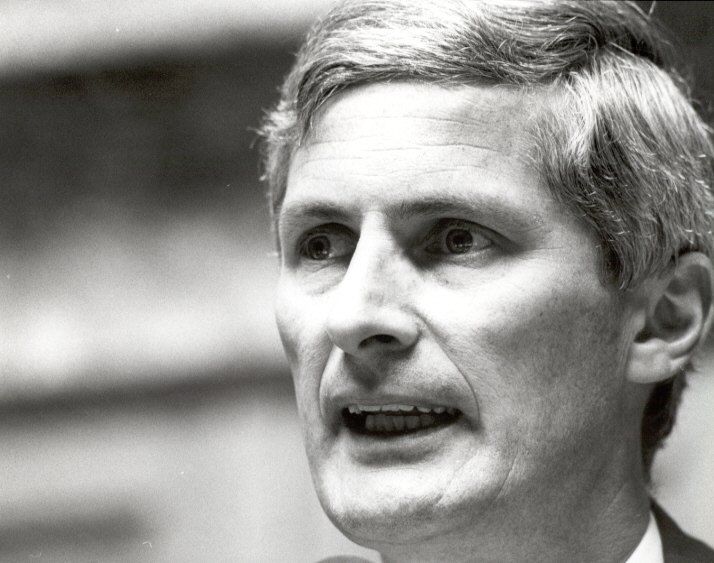
Peter Hess (1986)

Peter Hess (* 14. Mai 1948 in Unterägeri) ist ein Schweizer Politiker (CVP) und Wirtschaftsanwalt. Im Amtsjahr 2000/01 war er Nationalratspräsident.

## Leben
Peter Hess schloss sein Rechtsstudium an der Universität Freiburg i. Ue. 1972 mit einem Lizentiat und 1976 mit einer Dissertation ab. 1975 erlangte er das Anwalts- und Notariatspatent des Kantons Zug und 1976 an der Columbia University (New York) den juristischer Postgraduierten-Abschluss LL.M.
Er gehörte von 1979 bis 1982 dem Grossen Gemeinderat der Stadt Zug an. 1983 wurde er in den Nationalrat gewählt. Von 1991 bis 1998 amtierte er als Fraktionspräsident der CVP-Fraktion der Bundesversammlung. Der Finanzspezialist war kein Vielredner im Parlament, überzeugte mit Argumenten im Hintergrund. So erreichte er namentlich die Einsetzung einer Parlamentarischen Untersuchungskommission (PUK) zur Abklärung der von Problemen der Eidgenössischen Versicherungskasse (EVK), der Pensionskasse des Bundespersonals. 1996 und 1997 präsidierte er die Finanzkommission des Nationalrates.
1999 kandidierte Peter Hess ohne Unterstützung seiner Partei für den Bundesrat. Nachdem er in den fünf ersten Wahlgängen vor dem offiziellen CVP-Kandidaten Joseph Deiss gelegen war, unterlag er ihm im sechsten Wahlgang um eine einzige Stimme.
Im Dezember 2000 wurde er zum Nationalratspräsidenten gewählt. Im Februar 2001 berichtete die Presse, dass er von 48 Verwaltungsratsmandaten nur zehn im parlamentarischen Register der Interessenbindungen angegeben hatte. Daraufhin beschloss das Nationalratsbüro, unter der Leitung von Peter Hess, dass künftig alle solchen Interessenbindungen offengelegt werden müssen. Zuvor galt dies nur für "bedeutende" Institutionen. Weil Hess in der Öffentlichkeit weiter kritisiert wurde, gab er am 16. Mai 2001 bekannt, er legte alle seine Verwaltungsratsmandate während der Dauer seines Nationalratspräsidiums nieder. Dies "aus Respekt und Würde, die mit diesem Amt verbunden sind". Eine Untersuchung der Geldwäscherei-Kontrollstelle des Bundes kam im August 2002 zum Schluss, dass Hess bei seiner Tätigkeit für fünf Briefkastenfirmen das Geldwäscherei-Gesetz nicht verletzt hat. So war namentlich die in Panama domizilierte Firma Rodway Finance in der Schweiz nicht selbstständig im Sinne des Geldwäscherei-Gesetzes tätig.
Dem Nationalrat gehörte Peter Hess bis 2003 an.
Seit 1981 ist er Mitinhaber der Kanzlei Reichlin & Hess.